# Тврђава Нехај
Тврђава Нехај (која је још позната под називима Кула Нехај и Нехајград) је тврђава која је саграђена на брду Нехај 1558. године под надзором капетана и генерала хрватске Војне крајине Ивана Ленковића и капетана Хербарта VIII Ауерсперга Турјашког. 
Од њене изградње, тврђава је служила као војно утврђење Ускоцима који су је користили као своје седиште, као место са којег су бранили град Сењ те као место са којег су припремали своје нападе на Турке и Млетке.